# فرودگاه لواکان
فرودگاه لواکان (به انگلیسی: Loakan Airport) (به زبان بومی: Paliparan ng Loakan) یک فرودگاه همگانی مسافربری با کد یاتا BAG است که یک باند فرود بتن دارد و طول باند آن ۱۸۰۲ متر است. این فرودگاه در کشور فیلیپین قرار دارد و در ارتفاع ۱۲۹۶ متری از سطح دریا واقع شده است.